# Parorobia lobiventris
Parorobia lobiventris är en insektsart som beskrevs av Lucien Chopard 1952. Parorobia lobiventris ingår i släktet Parorobia och familjen Anisacanthidae. Inga underarter finns listade i Catalogue of Life.